# Gruzińscy oficerowie kontraktowi

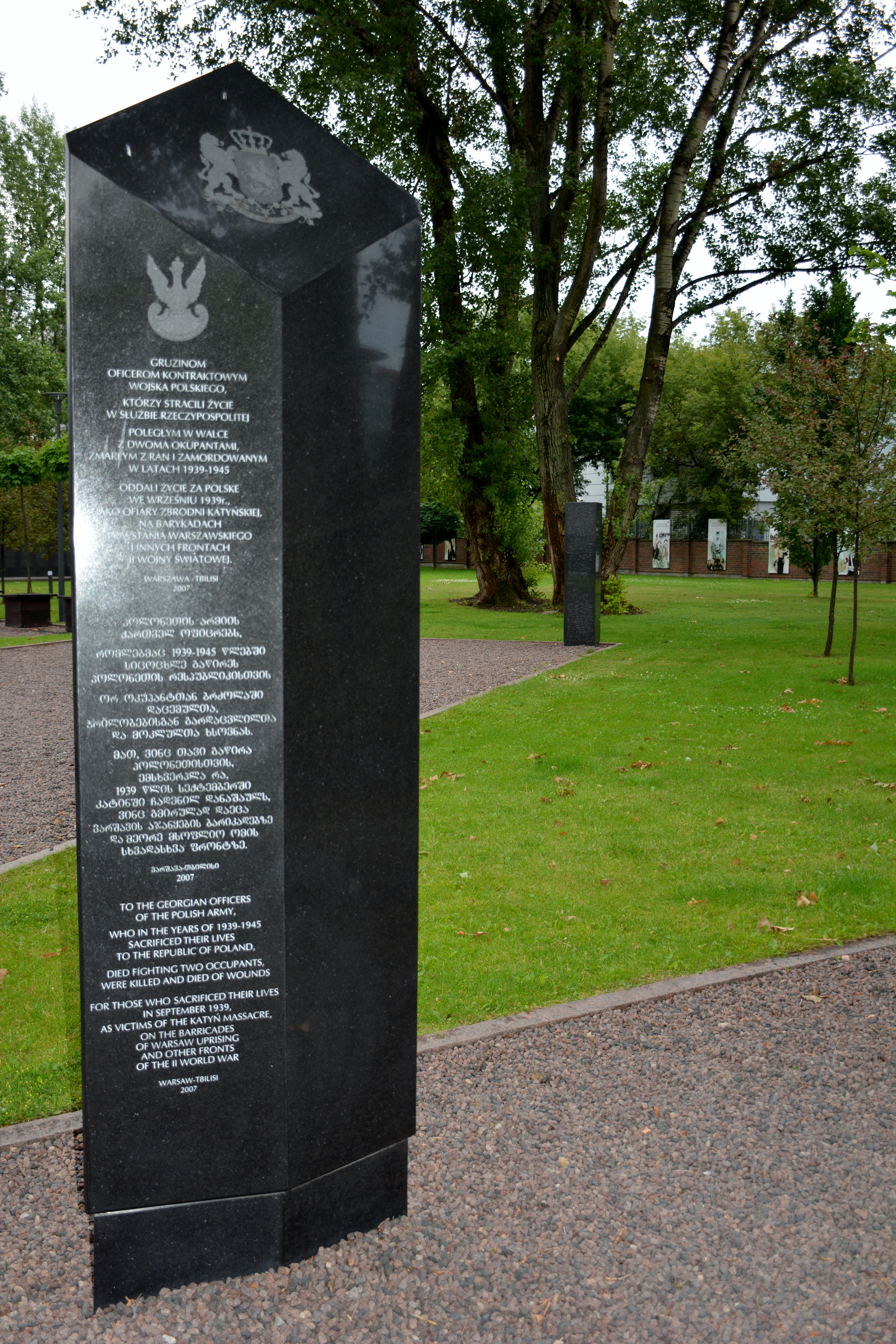
Obelisk w Muzeum Powstania Warszawskiego

Gruzińscy oficerowie kontraktowi – oficerowie narodowości gruzińskiej służących w Wojsku Polskim w okresie II Rzeczypospolitej jako oficerowie kontraktowi.

## Historia
Kontraktacja oficerów gruzińskich wiąże się z współpracą między rządami Polski oraz Gruzji w dwudziestoleciu międzywojennym. Spowodowało to podobne geopolityczne położenie obu narodów oraz zagrożenie ich niepodległości przez Rosję sowiecką. Gruzja, podobnie jak Polska, po I wojnie światowej uzyskała niepodległość po ponadstuletnim panowaniu rosyjskim. Po rewolucji październikowej w 1917 Gruzini utworzyli 26 maja 1918 Demokratyczną Republikę Gruzji. W lutym 1920 r. młode państwo gruzińskie otrzymało z Moskwy ultimatum z żądaniami podporządkowania się Kremlowi. Józef Piłsudski popierający niepodległe państwo gruzińskie niezwłocznie wysłał na Kaukaz delegację kierowaną przez Tytusa Filipowicza. Polscy posłowie podpisali w Tbilisi umowę o współpracy militarnej, w której Piłsudski gwarantował dostawy broni oraz amunicji w razie inwazji sowieckiej (zob. sojusz polsko-gruziński). Podobny układ miał być zawarty także z Azerbejdżanem jednak Filipowicz wraz z towarzyszami dostał się do sowieckiej niewoli w Baku. W kwietniu 1920 Azerbejdżan został zajęty przez Armię Czerwoną.
Sowiecki atak na Azerbejdżan był jedną z przyczyn ofensywy kijowskiej, którą wspólnie z wojskami ukraińskimi Symona Petlury podjęła Polska w 1920 roku. Z kolei sześć dni później Armia Czerwona rozpoczęła atak na Gruzję, oficjalnie przedstawiony jako wsparcie komunistycznego powstania w Osetii Południowej. Sukcesy polsko-ukraińskie na zachodnim froncie, zajęcie przez Polaków i Ukraińców Kijowa, zmusiły jednak do podpisania z Gruzją pokoju 7 maja 1920, na mocy którego niepodległość Gruzji została uznana przez Rosję Radziecką. Gruzja musiała jednak zgodzić się na legalne działanie partii komunistycznej, zobowiązać się do wydalenia antyradziecko nastawionych dyplomatów i rozbrojenia jednostek Białej Armii.
Rosja sowiecka powróciła do podboju Gruzji w 1921 roku dopiero po zakończeniu wojny polsko-bolszewickiej. Tym razem kampania zakończyła się sukcesem. Po utracie niepodległości rząd gruziński ewakuował się do Stambułu. Tam w imieniu Piłsudskiego attaché wojskowy polskiej ambasady, płk Balicki zaoferował posadę żołnierzy kontraktowych gruzińskim oficerom. Z oferty tej skorzystało około 100 oficerów narodowości gruzińskiej, którzy w Wojsku Polskim starali się kontynuować walkę o wolną Gruzję. Wśród nich było 6 generałów, przybyłych do Polski w roku 1922: Zachari Bakradze, Aleksander Czcheidze, Iwan Kazbek, Aleksander Koniaszwili, Cyryl (Kirile) Kutateladze, Aleksander Zakariadze.
Zgodę na przyjęcie tych oficerów wyraził Józef Piłsudski. Ogółem przyjęto do szkół oficerskich 48 podchorążych oraz 42 oficerów na doszkolenie do służby liniowej. Początkowo sądzono, że pobyt Gruzinów w Wojsku Polskim będzie krótki, jednak szybki upadek powstania gruzińskiego w sierpniu 1924, i następujące po nim represje spowodowały konieczność pozostania oficerów w Polsce.
Żołnierze ci walczyli w 1939 roku w kampanii wrześniowej dzieląc wspólnie z Polakami wojenne losy. Po ataku Armii Czerwonej na Polskę 17 września 1939 r. oddziały NKWD wyszukiwały według imiennych list żołnierzy narodowości gruzińskiej i rozstrzeliwały ich na miejscu. Dziesięciu spośród nich zginęło także w obozie w Kozielsku. Oficerowie gruzińscy, którzy przeszli do konspiracji w AK walczyli w Powstaniu warszawskim. Wojnę przeżyło jedynie kilkunastu gruzińskich oficerów, służących w polskim ruchu oporu. Jednak pozostałych przy życiu tropiły po wojnie na terenie Polski specjalne grupy NKWD. Jedynie kilku oficerów przetrwało.
W maju 2007 roku, w Muzeum Powstania Warszawskiego, prezydenci - Polski, Lech Kaczyński oraz Gruzji, Micheil Saakaszwili odsłonili pomnik ku czci gruzińskich oficerów kontraktowych służących w Wojsku Polskim, którzy oddali życie w Katyniu, Powstaniu Warszawskim i na frontach II wojny światowej. Jest to jedyny pomnik poświęcony pamięci żołnierzy gruzińskich poza granicami Gruzji.
W 2007 roku reżyser Jerzy Lubach nakręcił film dokumentalny współfinansowany przez polski instytut filmowy pt. "W rogatywce i tygrysiej skórze" poświęcony gruzińskim oficerom kontraktowym w Wojsku Polskim.

## Gruzińscy żołnierze w Wojsku Polskim
- Artemi Aroniszydze – major WP
- Zachari Bakradze – generał brygady WP
- Aleksander Czcheidze – generał brygady WP
- Roman Gwelesiani – pułkownik WP, w 1939 r. zastępca d-cy piechoty dywizyjnej 6 Dywizji Piechoty Armii "Kraków"[2]
- Iwan Kazbek – generał brygady WP
- Aleksander Koniaszwili – generał brygady WP
- Cyryl (Kirile) Kutateladze – generał brygady WP
- Micheil Kwaliaszwili – rotmistrz 15 Pułku Ułanów Poznańskich[2]
- Lado Lagidze – kapitan WP[2]
- Wiktor Łomidze – dowódca ORP Gryf
- Lado Macharadze – kapitan dyplomowany WP, szef sztabu 4 DP[2]
- Jerzy Ratiszwili – kapitan WP w 2 Batalionu Czołgów Lekkich[2]
- Arkadiusz Schirtladze – kapitan lotnictwa
- Dmitrij Salikaszwili – rotmistrz WP[3]
- Melik Somchjanc – major WP, gruziński Ormianin[2]
- Walerian Tewzadze – podpułkownik WP
- Giorgi Tumaniszwili – kapitan marynarki, odznaczony Virtuti Militari
- Witalis Ugrechelidze – major kawalerii
- Aleksander Zakariadze – generał dywizji WP